# Steve Sax
Stephen Louis Sax (West Sacramento, 29 gennaio 1960) è un ex giocatore di baseball statunitense che ha giocato nel ruolo di seconda base nella Major League Baseball.

## Carriera
Sax fu scelto nel draft 1978 dai Los Angeles Dodgers nel corso del nono giro. Debuttò nel finale della stagione 1981, disputando 29 gare. L'anno successivo fu premiato come Rookie dell'anno della National League quando batté 180 valide, 4 fuoricampo e 47 punti battuti a casa. Nel corso della carriera fu convocato per cinque All-Star Game, tenendo una media battuta superiore a .300 in tre annate. Si distinse anche come corridore, rubando oltre 40 basi in sei stagioni, per un totale in carriera di 444. Stabilì inoltre il record di franchigia dei New York Yankees per il maggior numero di singoli in una stagione (171 nel 1989).
Sax vinse per due volte le World Series, entrambe con i Los Angeles Dodgers, nel 1981 nel 1988. Fu anche un membro di alto profilo dell'Associazione Giocatori, affermando che i giocatori della MLB non avrebbero dovuto parlare o assistere i giocatori di riserva durante lo sciopero della stagione 1994. Espresse anche l'opinione che a tali giocatori avrebbe dovuto essere negata la pensione dal sindacato.

## Palmarès

### Club
- World Series: 2

Los Angeles Dodgers: 1981, 1988

### Individuale
- MLB All-Star: 5

1982, 1983, 1986, 1989, 1990
- Silver Slugger Award: 1

1986
- Rookie dell'anno della National League - 1981

## Sax nella cultura di massa
- Sax nel 1992 ha partecipato come guest star in un episodio de I Simpson, intitolato Homer alla battuta, insieme ad altre otto stelle dell'epoca della MLB.[5]